# Magdalena Heydel
Magdalena Heydel również jako Magda Heydel (ur. 12 grudnia 1969 w Katowicach) – polska uczona i tłumaczka, filolog, nauczyciel akademicki Uniwersytetu Jagiellońskiego.

## Życiorys
Córka Marty Gibińskiej-Marzec, anglistki, profesor nauk humanistycznych; wnuczka Kornela Gibińskiego; siostra Andrzeja Marca.
W 1993 ukończyła studia w zakresie filologii polskiej na Wydziale Polonistyki, w 1996 studia w zakresie filologii angielskiej na Wydziale Filologicznym Uniwersytetu Jagiellońskiego w Krakowie. Od 1998 pracuje na macierzystej uczelni. W 2001 roku na Wydziale Filologicznym UJ uzyskała stopień doktora na podstawie rozprawy Obecność T. S. Eliota w literaturze polskiej. W 2013 na Wydziale Polonistyki UJ uzyskała stopień doktora habilitowanego. Jest członkinią Komisji Neofilologicznej Polskiej Akademii Umiejętności.
Sprawuje funkcję redaktor naczelnej pisma Przekładaniec, z którym była związana od początku jego istnienia.
Jest kierownikiem dwuletnich studiów magisterskich Przekładoznawstwo literacko-kulturowe na Wydziale Polonistyki UJ. 
Zajmuje się teorią literatury, a w szczególności translatologią i komparatystyką literacką. Jest autorką wielu prac naukowych, między innymi monografii o T.S. Eliocie – Obecność T.S. Eliota w literaturze polskiej (2003) i Czesławie Miłoszu – i Gorliwość tłumacza. Przekład poetycki w twórczości Czesława Miłosza (2013). Razem z Piotrem de Bończa Bukowskim zredagowała antologie tekstów z zakresu teorii i krytyki tłumaczenia Współczesne teorie przekładu (2009) oraz Polska myśl przekładoznawcza (2013).
Jest tłumaczką literatury pięknej. Przetłumaczyła między innymi powieści i eseje Virginii Woolf: Między aktami, Pokój Jakuba, Eseje wybrane, Niebieska zasłona. Wydała nową wersję Jądra ciemności Josepha Conrada. Przekłada także poezję. Razem z Jerzym Jarniewiczem opublikowała antologię Poetki z Wysp, prezentującą twórczość ośmiu współczesnych autorek brytyjskich, Monizy Alvi, Lavinii Greenlaw, Jackie Kay, Gwyneth Lewis, Alice Oswald, Ruth Padel, Jo Shapcott i Rosemary Tonks. Jest członkiem honorowym Stowarzyszenia Tłumaczy Literatury.
Dwukrotnie (w roku 2008 i 2011) była laureatką nagrody miesięcznika „Literatura na Świecie". Otrzymała też Nagrodę Indywidualną Ministra Edukacji Narodowej (2003). W 2021 otrzymała Nagrodę Literacką Gdynia w kategorii przekład na język polski (Opowiadania Katherine Mansfield). Stypendystka programu Fulbrighta (Fulbright Visiting Scholar na Harvard University w l. 2021-22). 
Jest stałą współpracowniczką Tygodnika Powszechnego.